# Célestine N’Drin
Célestine N’Drin (* 20. Juli 1963) ist eine ehemalige ivorische Leichtathletin, die im Sprint und im Mittelstreckenlauf an den Start ging. Aktuelll ist sie Inhaberin des Landesrekordes über 800 Meter und war lange Zeit auch Inhaberin des Landesrekordes über 400 Meter. Sie gewann mehrere Medaillen bei Afrikameisterschaften sowie eine Bronzemedaille bei den Afrikaspielen 1978 in Algier und zählt damit zu den erfolgreichsten Leichtathletinnen ihres Landes.

## Sportliche Laufbahn
Erste internationale Erfahrungen sammelte Célestine N’Drin vermutlich im Jahr 1976, als sie bei den Olympischen Sommerspielen in Montreal mit 54,13 s in der ersten Runde im 400-Meter-Lauf ausschied und auch über 800 Meter mit 2:04,54 min nicht über den Vorlauf hinauskam. Sie war damit die erste Frau, die für die Elfenbeinküste an Olympischen Spielen teilnahm. 1978 gewann sie bei den Afrikaspielen in Algier in 2:06,08 min die Bronzemedaille im 800-Meter-Lauf hinter der Kenianerin Tekla Chemabwai und Sakina Boutamine aus Algerien. 1980 startete sie im 400-Meter-Hürdenlauf bei den Weltmeisterschaften in Sittard und schied dort mit 64,91 s in der ersten Runde aus. Im Jahr darauf belegte sie beim IAAF World Cup in Rom in 64,68 s den neunten Platz über 400 m Hürden und gelangte mit der afrikanischen Auswahlstaffel über 4-mal 400 Meter mit 3:49,13 min ebenfalls auf Rang neun. 1982 gewann sie bei den Afrikameisterschaften in Kairo in 54,58 s die Silbermedaille über 400 Meter hinter der Kenianerin Ruth Atuti und über 800 Meter musste sie sich in 2:08,2 min nur der Uganderin Evelyn Adiru geschlagen geben. Im Jahr darauf startete sie über 800 Meter bei den Weltmeisterschaften in Helsinki und schied dort mit 2:08,14 min im Halbfinale aus. 1984 nahm sie über 800 Meter erneut an den Olympischen Sommerspielen in Los Angeles teil und schied dort mit 2:06,06 min in der ersten Runde aus. Zudem gewan sie im selben Jahr bei den Afrikameisterschaften in Rabat in 2:07,72 min die Bronzemedaille hinter den Kenianerinnen Justina Chepchirchir und Florence Wanjiru. 
1985 gewann sie bei den Afrikameisterschaften in Kairo mit der ivorischen 4-mal-100-Meter-Staffel in 46,98 s gemeinsam mit Patricia Foufoué Ziga, Louise Koré und Seraphine Murekatete die Bronzemedaille hinter den Teams aus Ghana und Nigeria. 1987 kam sie bei den erstmals ausgetragenen Hallenweltmeisterschaften in Indianapolis mit 2:07,96 min nicht über den Vorlauf über 800 Meter hinaus und im Sommer schied sie bei der Sommer-Universiade in Zagreb mit 2:04,70 min im Halbfinale aus. Im Jahr darauf gewann sie bei den Afrikameisterschaften in Annaba in 52,77 s die Silbermedaille über 400 Meter hinter der Nigerianerin Airat Bakare und sicherte sich mit der 4-mal-400-Meter-Staffel in 3:38,30 min gemeinsam mit Marie Womplou, Alimata Koné und Louise Koré die Silbermedaille hinter dem ugandischen Team. Anschließend erreichte sie bei den Olympischen Sommerspielen in Seoul das Viertelfinale über 400 Meter und schied dort mit 52,04 s aus. 1989 gewann sie bei den Spielen der Frankophonie in Casablanca in 3:37,58 min die Bronzemedaille in der 4-mal-400-Meter-Staffel hinter den Teams aus Frankreich und Kanada und stellte damit einen neuen Landesrekord auf. Daraufhin studierte sie an der Washington State University in den Vereinigten Staaten und trat nicht mehr international in Erscheinung. 2022 wurde sie in die Hall of Fame der Washington State University ernannt.
1985 wurde N’Drin iorische Meisterin im 400- und 800-Meter-Lauf.

## Persönliche Bestleistungen
- 400 Meter: 52,04 s, 24. September 1988 in Seoul
- 800 Meter: 2:02,99 min, 31. Mai 1990 in Durham (ivorischer Rekord)
  - 800 Meter (Halle): 2:07,96 min, 6. März 1987 in Indianapolis (ivorischer Rekord)